# Heteronormativitás
A heteronormativitás azon normák (értékek és viselkedési szabályok) összessége, amelyek az embereket két egymást kiegészítő, eltérő szerepekkel rendelkező nemre (férfiakra és nőkre) osztják, illetve amelyek a heteroszexuális kapcsolatot tekintik az egyetlen elfogadható szexuális irányultságnak. A heteronormativitás tehát a biológiai nem, a nemi identitás, a nemi szerepek és a szexuális irányultság illeszkedését hirdeti, ami ettől eltér, az "természetellenes", "beteges", "deviáns".

## A fogalom eredete
A fogalmat Michael Warner 1991-ben közzétett cikkében alkotta meg, amely azóta a queer-elmélet alapirodalmának számít. A fogalom nagyban épít Gayle Rubin "sex/gender system", Adrienne Rich kötelező heteroszexualitás és Judith Butler heteroszexuális mátrix fogalmára.
Samuel A. Chambers hangsúlyozza, hogy a heteronormativitás fogalmának megértése azért fontos, hogy ezáltal feltárhassuk azon elvárásainkat és korlátainkat, amelyek a heteroszexualitás normatívnak tekintéséből adódnak.

## A fogalom használata
A fogalmat gyakran használják a homofóbia szó szinonimájaként, bár az utóbbi az egyéni beállítódásra és gyakorlatra, a heteronormativitás pedig a társadalom szintjén jelen lévő normákra összpontosít.
A heteronormativitás felismerése amiatt is fontos, mert megkönnyítheti azoknak a személyeknek az önkifejezését, akik szexuális irányultságuk vagy nemi identitásuk következtében nem illeszkednek a társadalom által normatívnak tekintett keretbe. A heteronormatív hozzáállás tulajdonképpen azt az előfeltevést takarja, hogy minden ember heteroszexuális és bináris nemű (tehát nő vagy férfi). Emiatt ez a jelenség stigmatizáló és marginalizáló hatással lehet az LMBT+ közösség tagjaira nézve, elvezetve a jogszabályi szintű hátrányos megkülönböztetésig (pl. a házasság vagy az örökbefogadás terén) illetve a hétköznapi diszkriminációig, erőszakig.

## Médiabeli reprezentáció
Kutatások bizonyították, hogy a képernyőn megjelenő nem heteroszexuális karakterek csökkentik a nézőben lévő előítéleteket az adott csoporttal szemben. A filmes műsorkészítők is törekednek arra, hogy a megjelenő tartalmak minél inkluzívabbak legyenek, és ábrázoljanak leszbikus, meleg, biszexuális és transznemű szereplőket is. Azonban az LMBT+ közösség tagjainak médiareprezentációja nagyrészt meleg férfiak ábrázolásából áll. Ennek következtében az interszex emberek például szinte egyáltalán nem jelennek meg a médiában, holott az össznépesség 1%-át teszik ki. Ahol pedig mégis megjelenik ez a csoport (főként sportról szóló hírekben), ott nem magyarázzák meg, hogy kik is ők, csupán a problémákat vetik fel létezésük kapcsán (vagyis hogy az adott embert nőnek vagy férfinek tekintsük-e, ami a sport nemileg erősen bináris világában égető kérdésnek tűnik), de nyilvánvalóan ezeknek a felvetéseknek csak heteronormatív szemléletben van létjogosultságuk.

## Lásd még
- Homofóbia
- Kötelező heteroszexualitás
- Heteroszexizmus